# Arnaldo Pocher
Arnaldo Pocher (Trento, 22 settembre 1911 – 28 dicembre 1989) è stato un imprenditore e modellista italiano, fondatore dell'azienda di modellismo Pocher.

## Biografia
Arnaldo Pocher nasce da Giuseppe e Ottavia; la famiglia conta anche il fratello maggiore Luigi e le sorelle Giulia e Maria. A 3 anni, alla vigilia della prima guerra mondiale, resta orfano di padre. Il Trentino è ormai in prima linea e anche la famiglia Pocher viene sfollata a Mittendorf, ove per malattia muore Maria. Nel primo dopoguerra, rientrato a Trento, compie il suo percorso scolastico, che completa con la scuola per incisore e orafo.
Nel 1927, completata la sua formazione, raggiunge a Torino il fratello Luigi, che ha intrapreso un'attività piccolo industriale elettrotecnica. Ben presto però lo vediamo attivo come incisore presso Villarboit. Nel 1937 sposa Germana Ormea che, alla vigilia del Natale del 1939, muore, poco più di un mese dopo aver dato alla luce la figlia Maria Pia. Viene richiamato alle armi nel 1939 e nel secondo conflitto mondiale lo troviamo impegnato in Francia, sul fronte jugoslavo e infine, nel 1943, in Sicilia.
Nell'immediato dopoguerra sposa la cognata Maria Pia Ormea. Nel 1948 la scoperta del modellismo ferroviario e l'inizio della sua attività produttiva. La moglie Maria Pia è la prima collaboratrice. Anche la figlia Maria Pia, fin dai primissimi anni cinquanta, è coinvolta nell'attività del padre e dal 1962 si affianca nell'attività di famiglia il marito Adelmo Canali. Figlia e genero collaboreranno con Pocher fino al termine della sua attività. Nel 1951 in società con Corrado Muratore fonda la Pocher Micromeccanica s.n.c.. Nel 1953 escono le prime riproduzioni di carrozze e carri ferroviari. Nello stesso anno nasce la seconda figlia, Anna, che seguirà una strada completamente diversa in campo artistico.
Arnaldo Pocher nel 1968 lascia definitivamente la società per intraprendere altre attività nel campo del giocattolo. Collabora alla realizzazione di modelli in scala N della torinese TIBIDABO. Nel 1972 con il marchio ARPO (ARnaldo POcher) produce accessori in scala N. Nel 1975, sempre come ARPO, realizza per la casa svizzera METROPOLITAN modelli in scala H0. Nel 1976 viene nominato "maestro modellista" dalla Federazione italiana modellisti ferroviari e amici della ferrovia. Lo stesso Pocher nel 1952 era stato tra i fondatori della FIMF: è opera sua il distintivo che continua a contraddistinguere la Federazione.
Cessata nei primi anni ottanta la collaborazione con la ditta elvetica, riprende l'attività nel 1985. Nel 1987/88, sempre come ARPO, per la svizzera MCA di Lugano, realizza in fusione di peltro modelli del Truman utilizzato dagli americani in Europa nel secondo conflitto mondiale, il Panzertriebwagen dell'esercito tedesco e il tram di Zurigo tipo 1930. Muore in un incidente stradale nel dicembre del 1989.